# Método ITP
Em análise numérica, o método ITP, abreviação de Interpolar, Truncar e Projetar, é o primeiro algoritmo de busca de raízes a atingir a convergência superlinear do método secante garantindo o desempenho de pior caso do método de biseção. O método ITP segue a mesma estrutura das estratégias que mantém o controle dos limites superior e inferior para a localização da raiz; e, em adição, o método mantém o controle da região onde o desempenho do pior caso é mantido sob controle. Em cada iteração o método ITP consulta o valor da função em um ponto intermediário do intervalo e descarta a parte do intervalo entre dois pontos onde o valor da função compartilha o mesmo sinal . O método ITP também é o primeiro método com desempenho médio estritamente melhor do que o método de biseção sob qualquer distribuição contínua .

## O Método
Dado uma função {\displaystyle f:[a_{0},b_{0}]\to \mathbb {R} } deseja-se encontrar uma raiz com uma precisão {\displaystyle \epsilon >0}. O método ITP utiliza de hiperparâmetros {\displaystyle \kappa _{1}\in (0,\infty ),\kappa _{2}\in \left[1,1+\phi \right)}, {\displaystyle n_{1/2}\equiv \lceil \log _{2}((b_{0}-a_{0})/2\epsilon )\rceil } e {\displaystyle n_{0}\in [0,\infty )} fornecidos pelo usuário, onde {\displaystyle \phi } é a proporção áurea {\displaystyle {\tfrac {1}{2}}(1+{\sqrt {5}})}. Em cada interação {\displaystyle j=0,1,2...} o método ITP calcula o ponto {\displaystyle x_{\text{ITP}}} seguindo as três etapas: 
1ª Etapa - Interpolação: Cálculo da bisseção e o ponto da regula-falsi:
{\displaystyle x_{1/2}\equiv {\frac {a+b}{2}}} e {\displaystyle x_{f}\equiv {\frac {bf(a)-af(b)}{f(a)-f(b)}}};
2ª Etapa - Truncamento: Perturbação da estimativa em direção ao centro:
{\displaystyle x_{t}\equiv x_{f}+\sigma \delta }, onde {\displaystyle \sigma \equiv {\text{sign}}(x_{1/2}-x_{f})} e {\displaystyle \delta \equiv \min\{\kappa _{1}|b-a|^{\kappa _{2}},|x_{1/2}-x_{f}|\}};
3ª Etapa - Projeção: Projetar a estimativa no intervalo minmax:
{\displaystyle x_{\text{ITP}}\equiv x_{1/2}-\sigma \rho _{k}} onde {\displaystyle \rho _{k}\equiv \min \left\{\epsilon 2^{n_{1/2}+n_{0}-j}-{\frac {b-a}{2}},|x_{t}-x_{1/2}|\right\}}.
Com isso o valor da função neste ponto é consultado e o intervalo é reduzido mantendo o subintervalo com valores de função de sinais opostos em cada extremidade.

## Análise
A principal vantagem do método ITP é a sua garantia de não necessitar de mais interações do que o método de bissecção quando {\displaystyle n_{0}=0}. E assim seu desempenho médio é sempre melhor do que o método de bissecção mesmo quando a interpolação falha. Além disso, se as interpolações não falharem (funções suaves), então é garantido que aproveite da alta ordem de convergência como métodos baseados em interpolação.

### Pior desempenho do caso
Como método ITP projeta sua estimativa no intervalo minmax ele exigirá no máximo {\displaystyle n_{1/2}+n_{0}} interações (Teorema 2.1 de ). Este é mesmo número de iterações do método de bissecção quando {\displaystyle n_{0}} é escolhido para ser {\displaystyle n_{0}=0}.

### Desempenho médio
Como o método ITP não leva mais do que {\displaystyle n_{1/2}+n_{0}} interações, o número médio de interações será sempre menor do que o método da bissecção para qualquer distribuição quando {\displaystyle n_{0}=0} (Corolário 2.2 de ).

### Desempenho assintótico
Se a função {\displaystyle f(x)} for duas vezes diferenciavel e a raiz {\displaystyle x^{*}} for simples os intervalos produzidos pelo método ITP convergem para 0 com uma ordem de convergência de {\displaystyle {\sqrt {\kappa _{2}}}} se {\displaystyle n_{0}\neq 0} ou se {\displaystyle n_{0}=0} e {\displaystyle (b-a)/\epsilon } não for uma potência de dois com o termo {\displaystyle {\tfrac {\epsilon 2^{n_{1/2}}}{b-a}}} não tão próximo de zero (Teorema 2.3 de ).